# Ряжск
Ряжск (на руски: Ряжск) е град в Рязанска област, Русия. Намира се на 115 km южно от Рязан, на бреговете на река Хупта. Административен център е на Ряжки район. Населението на града към 2016 г. е 21 701 души.

## История
Селището е основано през 1502 г. като Ряское поле.

## Икономика
Основната промишленост на града е хранително-вкусовата. Близо до града има находище на лигнитни въглища, което все още се разработва.